# 3-Nitropyridin
3-Nitropyridin ist eine heterocyclische chemische Verbindung. Bei der Struktur handelt sich um einen Pyridinring, welcher in 3-Position eine Nitrogruppe trägt.

## Darstellung
3-Nitropyridin kann nicht unter den gewöhnlichen Bedingungen einer aromatischen elektrophilen Nitrierung erhalten werden. Es wurde jedoch mehrfach von der Umsetzung von Pyridin mit Distickstofftrioxid zu 3-Nitropyridin berichtet. Es kann auch aus 2,6-Dibrompyridin mit Nitroniumtetrafluoroborat und anschließender Dehalogenierung hergestellt werden.